# 이재찬 (1964년)

이재찬(1964년 ~ 2010년 8월 18일)은 대한민국의 기업인으로, 새한미디어 사장을 역임했다.

## 생애
1964년  서울에서 이창희(이병철의 차남)의 차남으로 태어나,경복고와 미 디트로이트 대학교 경영학과를 졸업하고 부친이 1967년 설립한 새한미디어의 사장을 1997년부터 1999년까지 지냈다. 법정관리로 새한그룹이 몰락한 이후 칩거생활을 하다가 2010년 8월 18일 오전 7시반쯤, 서울 이촌동 아파트 주차장 근처에서 투신자살로 숨졌다. 향년 47세.

## 사후
이재찬의 시신은 2010년 8월 20일 서울 일원동 서울삼성의료원에서 발인식이 거행되었고, 수원연화장에서 화장되어 충청북도 충주시 가금면 옛 새한미디어농장에 안장되었다.

## 가족
- 할아버지: 이병철 (1910년 2월 12일 ~ 1987년 11월 19일) 삼성그룹 회장
  - 아버지: 이창희 (1933년 ~ 1991년) 새한그룹 회장
  - 어머니: 이영자 (1936년 ~ ) 본명 나카네 히로미, 한국으로 귀화
    - 형: 이재관 (1963년 ~ 2022년) 前 새한그룹 부회장
    - 배우자: 최선희(전 동아그룹 회장 최원석의 딸)